# Surya Comedy Channel
Surya Comedy Channel est une chaîne de comédie en malayalam à diffusion 24h/24 de Sun TV Network, basée au Kerala en Inde.

## Programmation
Exemples de programmes :
- Angamali Ammavan et son Ananthiravan, un spectacle comique de Jayakumar et Nazeer Sankranthi
- Jagathi vs. Jagathi, un magazine humoristique de Jagathi Sreekumar
- Hello Comedy, un spectacle en direct sur les bandes-dessinées
- Mimics Koodaram, Best Kanna Best et Aminaatha Speaking de Saju Kodiyan.